# Pepê (futbolista nacido en 1997)
Eduardo Gabriel Aquino Cossa (Foz do Iguaçu, Estado de Paraná, Brasil, 24 de febrero de 1997), mayormente conocido como Pepê, es un futbolista brasileño que juega de delantero en el F. C. Porto de la Primeira Liga.

## Trayectoria
Nacido en Foz do Iguaçu, se graduó de la academia juvenil del club Foz do Iguaçu Futebol Clube, después pasó parte de la temporada 2016 en el Coritiba. Antes de la temporada 2015  fue ascendido al plantel absoluto. Durante el campeonato Paranaense 2016 anotó tres goles, incluido un doblete contra el Paraná.
El 4 de abril de 2016 se unió al Grêmio de la Série A.  El 28 de mayo de 2017, hizo su debut entrando como suplente en reemplazo de Everton en una victoria por 4-3 contra el Sport Recife.  El 3 de diciembre, marcó su primer gol para el club en la derrota por 4-3 ante el Atlético Mineiro.
El 8 de enero de 2018 extendió su contrato con Grêmio hasta 2020. El 7 de agosto debutó en la Copa Libertadores, comenzando en una derrota por 2-1 contra Estudiantes de la Plata. Aun así su contrato se amplió hasta el 26 de septiembre de 2022.
Sin embargo, el 18 de febrero de 2021, firmó un contrato con el F. C. Oporto de Portugal hasta 2026 que empezaba a hacerse efectivo a partir de la siguiente temporada.

## Selección nacional

### Sub-23
El 27 de diciembre de 2019 fue convocado por el entrenador André Jardine para representar a la selección sub-23 de Brasil en el Preolímpico de Colombia 2020. Marco su primel gol el 22 de enero de 2020 contra Uruguay, en la victoria de Brasil por 3-1.
Estadísticas
|    | Fecha                | Local                                      | Resultado | Adversário | Gol(s) | Assist. | Competición                             |
| -- | -------------------- | ------------------------------------------ | --------- | ---------- | ------ | ------- | --------------------------------------- |
| 1. | 22 de enero de 2020  | Hernán Ramírez Villegas, Pereira, Colombia | 3–1       | Uruguay    | 1      | 0       | Preolímpico Sudamericano Sub-23 de 2020 |
| 2. | 28 de enero de 2020  | Centenário, Armenia, Colombia              | 5–3       | Bolivia    | 1      | 0       | Preolímpico Sudamericano Sub-23 de 2020 |
| 3. | 31 de enero de 2020  | Centenário, Armenia, Colombia              | 2–1       | Chile      | 1      | 0       | Preolímpico Sudamericano Sub-23 de 2020 |
| 4. | 3 de febrero de 2020 | Alfonso López, Bucaramanga, Colombia       | 1–1       | Colombia   | 0      | 0       | Preolímpico Sudamericano Sub-23 de 2020 |
| 5. | 6 de febrero de 2020 | Alfonso López, Bucaramanga, Colombia       | 1–1       | Uruguay    | 0      | 0       | Preolímpico Sudamericano Sub-23 de 2020 |
| 6. | 9 de febrero de 2020 | Alfonso López, Bucaramanga, Colombia       | 3–0       | Argentina  | 0      | 0       | Preolímpico Sudamericano Sub-23 de 2020 |

### Absoluta
El 16 de noviembre de 2023 hizo su debut con la selección absoluta en un partido de clasificación para el Mundial 2026 ante Colombia que perdieron por dos a uno.

#### Participaciones en Copas América
| Torneo            | Sede           | Resultado        | Partidos | Goles |
| ----------------- | -------------- | ---------------- | -------- | ----- |
| Copa América 2024 | Estados Unidos | Cuartos de final | 0        | 0     |

## Estadísticas

### Clubes
Actualizado al último partido disputado el 7 de noviembre de 2024.
| Club                         | Div.          | Temporada     | Liga  | Liga  | Liga   | Estatal | Estatal | Estatal | Copas nacionales | Copas nacionales | Copas nacionales | Copas internacionales | Copas internacionales | Copas internacionales | Total | Total | Total  |
| Club                         | Div.          | Temporada     | Part. | Goles | Asist. | Part.   | Goles   | Asist.  | Part.            | Goles            | Asist.           | Part.                 | Goles                 | Asist.                | Part. | Goles | Asist. |
| ---------------------------- | ------------- | ------------- | ----- | ----- | ------ | ------- | ------- | ------- | ---------------- | ---------------- | ---------------- | --------------------- | --------------------- | --------------------- | ----- | ----- | ------ |
| Foz do Iguaçu F. C. · Brasil | 4.ª           | 2015          | 5     | 2     | 0      | 1       | 0       | 0       | ―                | ―                | ―                | ―                     | ―                     | ―                     | 6     | 2     | 0      |
| Foz do Iguaçu F. C. · Brasil | 4.ª           | 2016          | 0     | 0     | 0      | 7       | 3       | 0       | ―                | ―                | ―                | ―                     | ―                     | ―                     | 7     | 3     | 0      |
| Foz do Iguaçu F. C. · Brasil | Total club    | Total club    | 5     | 2     | 0      | 8       | 3       | 0       | 0                | 0                | 0                | 0                     | 0                     | 0                     | 13    | 5     | 0      |
| Grêmio · Brasil              | 1.ª           | 2017          | 3     | 1     | 1      | 0       | 0       | 0       | 0                | 0                | 0                | 0                     | 0                     | 0                     | 3     | 1     | 1      |
| Grêmio · Brasil              | 1.ª           | 2018          | 20    | 2     | 0      | 4       | 0       | 0       | 1                | 0                | 0                | 3                     | 0                     | 0                     | 28    | 2     | 0      |
| Grêmio · Brasil              | 1.ª           | 2019          | 33    | 8     | 3      | 10      | 4       | 0       | 5                | 0                | 0                | 4                     | 1                     | 0                     | 52    | 13    | 3      |
| Grêmio · Brasil              | 1.ª           | 2020          | 31    | 9     | 5      | 10      | 3       | 0       | 8                | 0                | 3                | 8                     | 3                     | 1                     | 57    | 15    | 9      |
| Grêmio · Brasil              | 1.ª           | 2021          | 0     | 0     | 0      | 3       | 0       | 0       | 0                | 0                | 0                | 2                     | 1                     | 1                     | 5     | 1     | 1      |
| Grêmio · Brasil              | Total club    | Total club    | 87    | 20    | 9      | 27      | 7       | 0       | 14               | 0                | 3                | 17                    | 5                     | 2                     | 145   | 32    | 14     |
| F. C. Porto Portugal         | 1.ª           | 2021-22       | 28    | 4     | 3      | ―       | ―       | ―       | 5                | 1                | 1                | 7                     | 1                     | 0                     | 40    | 6     | 4      |
| F. C. Porto Portugal         | 1.ª           | 2022-23       | 34    | 4     | 7      | ―       | ―       | ―       | 13               | 1                | 1                | 8                     | 0                     | 0                     | 55    | 5     | 8      |
| F. C. Porto Portugal         | 1.ª           | 2023-24       | 34    | 4     | 6      | ―       | ―       | ―       | 9                | 3                | 1                | 7                     | 1                     | 2                     | 50    | 8     | 9      |
| F. C. Porto Portugal         | 1.ª           | 2024-25       | 10    | 3     | 1      | —       | —       | —       | 0                | 0                | 0                | 4                     | 1                     | 1                     | 14    | 4     | 2      |
| F. C. Porto Portugal         | Total club    | Total club    | 106   | 15    | 17     | 0       | 0       | 0       | 27               | 5                | 3                | 26                    | 3                     | 3                     | 159   | 23    | 23     |
| Total carrera                | Total carrera | Total carrera | 198   | 37    | 26     | 35      | 10      | 0       | 41               | 5                | 6                | 43                    | 8                     | 5                     | 317   | 60    | 37     |

## Palmarés

### Títulos nacionales
| Título                      | Club        | País     | Año  |
| --------------------------- | ----------- | -------- | ---- |
| Primeira Liga               | F. C. Porto | Portugal | 2022 |
| Copa de Portugal            | F. C. Porto | Portugal | 2022 |
| Supercopa de Portugal       | F. C. Porto | Portugal | 2022 |
| Copa de la Liga de Portugal | F. C. Porto | Portugal | 2023 |
| Copa de Portugal            | F. C. Porto | Portugal | 2023 |
| Copa de Portugal            | F. C. Porto | Portugal | 2024 |
| Supercopa de Portugal       | F. C. Porto | Portugal | 2024 |